# Palfreyhäst

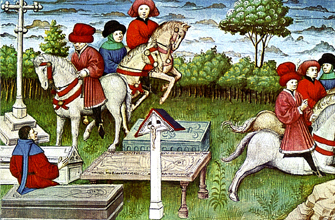
Denna medeltida målning av Guido Cavacanti visar hästar som används till nöjesridning, snarare än strid och är då troligtvis palfreyhästar.

Palfreyhäst (fr: Palefroi) var namnet på en typ av häst som användes i  i övriga Europa under medeltiden som en extra ridhäst för riddare och väpnare. Dessa hästar var bekvämare att rida än de större krigshästarna och var ofta mycket lättare i typen då de slapp bära den tunga rustningen eller vapen. En av de mest kända typen av palfreyhästar var den spanska kastilianska hästen och den lilla asturconponnyn från de spanska bergen.

## Historia
Palfreyhästen var mer en typ av häst, snarare än en egen ras då man under medeltiden inte dokumenterade stamtavlor och begreppet hästras existerade inte ens. Palfreyhästar importerades från hela Europa och hade därför olika härstamning och utseende. Palfreyhästarna var mycket populära som ridhästar bland adel och speciellt bland damer som kunde ses rida dem på sina ägor. Även riddare använde dem under ceremonier och jakt. Avbildningar av hästarna visar hästar som var lätta i typen och med lång, smal rygg. Bland annat vet man att bergsponnyer från Spanien, så kallade asturconponnyer skeppades till England där de blev kallade för palfreys. Den unika passgången kan även härstamma från de spanska jennet-hästarna som var kända för denna gång. 

## Egenskaper
Palfreyhästarna var inte lika dyra som de mest exklusiva krigshästarna, destrierhästarna, men de var ändå tillräckligt dyra och väl framavlade för ridning då de i jämförelse med andra hästar inte travade, vilket kan vara ganska stötigt, utan de sprang snarare i passgång, en jämn och lättriden gångart som var ganska snabb. 

## Etymologi
Ordet "palefroi" anses härstamma från det tyska ordet för häst, "Pferd" men härstammar mer sannolikt från latinets paraverdus som betydde liten extra häst, eller liten häst vid sidan av. Ur "palefroi" har senare det anglo-normandiska namnet "palfrey" uppkommit.